# 日若卡-迪热里科阿科阿拉
日若卡-迪热里科阿科阿拉是巴西塞阿拉州的一个市镇。总面积201.858平方公里，总人口15442人，人口密度76.5人/平方公里。